# Џенг Ћинвен
Џенг Ћинвен (традиционални кинески: 鄭欽文; пинјин: Zhèng Qīnwén; рођена 8. октобар 2002) је кинеска тенисерка.

## Каријера
Најбољи пласман на ВТА листи у синглу јој је 7. место на ком је била 29. јануара 2024. године.
Освојила је први ВТА турнир 2023. у Палерму у Италији победивши Јасмине Паолини. Освојила је три ВТА турнира, једну титулу на ВТА челенџеру и осам ИТФ титула у појединачној конкуренцији, а проглашена је за ВТА новајлију 2022. Дошла је до великог финала на Аустралијан опену 2024. и освојила златну медаљу на Летњим олимпијским играма 2024. у Паризу.

## Медаље на Олимпијским играма
| Медаља | Датум           | Турнир                            | Подлога | Противница | Резултат     |
| Златна | 3. август 2024. | Олимпијске игре, Париз, Француска | Шљака   | Дона Векић | 6 : 2, 6 : 3 |